# إي فوتبول بيس 2021 سيسون أبديت
إي فوتبول بيس 2021 سيسون أبديت (بالإنجليزية: eFootball PES 2021 Season Update)‏ هي لعبة فيديو من نوع رياضة كرة القدم، صدرت بتاريخ 15 سبتمبر 2020، وتعمل في منصات بلاي ستيشن 4، إكس بوكس ون ومايكروسوفت ويندوز.